# Kamer van volksvertegenwoordigers (samenstelling 1968-1971)
De lijst van leden van de Belgische Kamer van volksvertegenwoordigers van 1968 tot 1971. De Kamer van volksvertegenwoordigers telde toen nog 212 leden.  Het nationale kiesstelsel was in die periode gebaseerd op algemeen enkelvoudig stemrecht voor alle Belgen van 21 jaar en ouder, volgens een systeem van evenredige vertegenwoordiging op basis van de Methode-D'Hondt, gecombineerd met een districtenstelsel.
De 40ste legislatuur van de Kamer van volksvertegenwoordigers liep van 23 april 1968 tot 16 juli 1971 en volgde uit de verkiezingen van 31 maart 1968.
Tijdens deze legislatuur was de regering-G. Eyskens IV in functie. Deze steunde op  een meerderheid van christendemocraten (CVP-PSC) en socialisten (BSP-PSB). De oppositie bestond uit PVV-PLP, Volksunie, RW, FDF en KPB-PCB.

## Zittingen
In de 40ste zittingsperiode (1968-1971) vonden vier zittingen plaats. Van rechtswege kwamen de Kamers ieder jaar bijeen op de tweede dinsdag van november. Met de grondwetswijziging van 30 juni 1969 werd dit vervroegd naar de tweede dinsdag van oktober.
| Zitting               | Opening          | Sluiting          |
| --------------------- | ---------------- | ----------------- |
| buitengewone zitting  | 23 april 1968    | 8 november 1968   |
| 2de zitting 1968-1969 | 12 november 1968 | 10 oktober 1969   |
| 3de zitting 1969-1970 | 14 oktober 1969  | 9 oktober 1970    |
| 4de zitting 1970-1971 | 13 oktober 1970  | 29 september 1971 |

## Samenstelling
| Begin legislatuur (1968) | Begin legislatuur (1968) | Begin legislatuur (1968) | Einde legislatuur (1971) | Einde legislatuur (1971) | Einde legislatuur (1971) |
| Fractie                  | Fractie                  | Zetels                   | Fractie                  | Fractie                  | Zetels                   |
| ------------------------ | ------------------------ | ------------------------ | ------------------------ | ------------------------ | ------------------------ |
|                          | CVP-PSC                  | 69                       |                          | CVP-PSC                  | 68                       |
|                          | BSP-PSB                  | 59                       |                          | BSP-PSB                  | 59                       |
|                          | PVV-PLP                  | 47                       |                          | PVV-PLP                  | 45                       |
|                          | Volksunie                | 20                       |                          | Volksunie                | 20                       |
|                          | RW                       | 7                        |                          | FDF-RW                   | 13                       |
|                          | FDF                      | 5                        |                          | KPB-PCB                  | 5                        |
|                          | KPB-PCB                  | 5                        |                          | Onafhankelijk            | 2                        |

Wijzigingen in fractiesamenstelling:
- In 1968 vormen de 5 Kamerleden van FDF en de 7 volksvertegenwoordigers van RW een gezamenlijke fractie.
- In 1971 verlaat François Persoons de PSC en stapt over naar FDF.
- In 1971 verlaten Jules Gendebien en Georges Mundeleer de PLP en zetelen vanaf dan als onafhankelijke.

## Lijst van de volksvertegenwoordigers
| Volksvertegenwoordiger         | Partij    | Kieskring                 | Opmerkingen |
| ------------------------------ | --------- | ------------------------- | --- |
| Leo Tindemans                  | CVP-PSC   | Antwerpen                 | |
| Jozef Posson                   | CVP-PSC   | Antwerpen                 | Voorzitter van de commissie Sociale Voorzorg. |
| Maria Verlackt-Gevaert         | CVP-PSC   | Antwerpen                 | Secretaris. |
| Karel Blanckaert               | CVP-PSC   | Antwerpen                 | |
| Herman Suykerbuyk              | CVP-PSC   | Antwerpen                 | |
| Frank Swaelen                  | CVP-PSC   | Antwerpen                 | Vervangt vanaf 25 juni 1968 Raymond Derine, die uit ontevredenheid ontslag neemt. |
| Louis Major                    | BSP-PSB   | Antwerpen                 | |
| Jos Van Eynde                  | BSP-PSB   | Antwerpen                 | |
| Frans Detiège                  | BSP-PSB   | Antwerpen                 | Voorzitter van de commissie Economische Zaken. |
| Mathilde Schroyens             | BSP-PSB   | Antwerpen                 | Secretaris. |
| Frans Christiaenssens          | BSP-PSB   | Antwerpen                 | |
| Wim Geldolf                    | BSP-PSB   | Antwerpen                 | |
| Jan Mangelschots               | BSP-PSB   | Antwerpen                 | |
| Frans Grootjans                | PVV-PLP   | Antwerpen                 | |
| Ferdinand Boey                 | PVV-PLP   | Antwerpen                 | Secretaris. |
| George Van Lidth de Jeude      | PVV-PLP   | Antwerpen                 | |
| Frans Van der Elst             | Volksunie | Antwerpen                 | Voorzitter van de Volksunie-fractie. |
| Reimond Mattheyssens           | Volksunie | Antwerpen                 | |
| Hugo Schiltz                   | Volksunie | Antwerpen                 | |
| Hector Goemans                 | Volksunie | Antwerpen                 | |
| Jos De Saeger                  | CVP-PSC   | Mechelen                  | |
| Michel Van Dessel              | CVP-PSC   | Mechelen                  | |
| Désiré Van Daele               | BSP-PSB   | Mechelen                  | |
| Hugo Adriaensens               | BSP-PSB   | Mechelen                  | Vervangt vanaf 3 december 1970 Jan Van Winghe, die voltijds burgemeester van Willebroek wordt. |
| Charles De Vlieger             | PVV-PLP   | Mechelen                  | Vervangt vanaf 13 oktober 1970 de overleden Frans De Weert. |
| Ludo Sels                      | Volksunie | Mechelen                  | |
| Frans Van Mechelen             | CVP-PSC   | Turnhout                  | |
| Renaat Peeters                 | CVP-PSC   | Turnhout                  | |
| Francis Tanghe                 | CVP-PSC   | Turnhout                  | Quaestor. |
| Jos De Seranno                 | CVP-PSC   | Turnhout                  | |
| Robert Van Rompaey             | CVP-PSC   | Turnhout                  | |
| Jozef Cools                    | BSP-PSB   | Turnhout                  | |
| Jozef Belmans                  | Volksunie | Turnhout                  | |
| Paul Vanden Boeynants          | CVP-PSC   | Brussel                   | |
| Marguerite De Riemaecker-Legot | CVP-PSC   | Brussel                   | |
| Raymond Scheyven               | CVP-PSC   | Brussel                   | Ondervoorzitter tot 17 juni 1968. |
| Renaat Van Elslande            | CVP-PSC   | Brussel                   | Voorzitter van de commissie Openbare Werken. |
| André Saint-Rémy               | CVP-PSC   | Brussel                   | Voorzitter van de commissie Binnenlandse Zaken. |
| Leo Lindemans                  | CVP-PSC   | Brussel                   | |
| Jos Chabert                    | CVP-PSC   | Brussel                   | |
| Paul De Keersmaeker            | CVP-PSC   | Brussel                   | |
| Jean-Charles Snoy et d'Oppuers | CVP-PSC   | Brussel                   | Vervangt vanaf 23 april 1968 Leo Vanackere, die provinciaal senator in de Belgische Senaat wordt. |
| François Persoons              | CVP-PSC   | Brussel                   | Is verkozen op een PSC-scheurlijst. Zetelt van 27 april tot 31 mei 1971 als onafhankelijke en vanaf 1 juni 1971 in de FDF-RW-fractie. |
| Henri Simonet                  | BSP-PSB   | Brussel                   | |
| Guy Cudell                     | BSP-PSB   | Brussel                   | Voorzitter van de commissie Landsverdediging. |
| Victor Larock                  | BSP-PSB   | Brussel                   | Voorzitter van de BSP-PSB-fractie. |
| Hervé Brouhon                  | BSP-PSB   | Brussel                   | |
| Lucien Radoux                  | BSP-PSB   | Brussel                   | Voorzitter van de commissie Buitenlandse Handel en Ontwikkelingssamenwerking. |
| Frans Gelders                  | BSP-PSB   | Brussel                   | Is verkozen op de BSP-scheurlijst Rode Leeuwen. Gelders is quaestor. |
| Hendrik Fayat                  | BSP-PSB   | Brussel                   | Is verkozen op de BSP-scheurlijst Rode Leeuwen. |
| Jacques Van Offelen            | PVV-PLP   | Brussel                   | |
| August De Winter               | PVV-PLP   | Brussel                   | |
| Georges Mundeleer              | PVV-PLP   | Brussel                   | Zetelt vanaf 14 januari 1971 als onafhankelijke. |
| Marcel Piron                   | PVV-PLP   | Brussel                   | Voorzitter van de PVV-PLP-fractie tot 10 juni 1970. |
| Roland Gillet                  | PVV-PLP   | Brussel                   | |
| Paul Delforge                  | PVV-PLP   | Brussel                   | Voorzitter van de commissie Algemene Zaken en Openbaar Ambt. |
| Louis Cantillon                | PVV-PLP   | Brussel                   | |
| Alexandre Corbeau              | PVV-PLP   | Brussel                   | |
| Vic Anciaux                    | Volksunie | Brussel                   | |
| Eugeen De Facq                 | Volksunie | Brussel                   | |
| Louis Van Geyt                 | KPB-PCB   | Brussel                   | Vervangt vanaf 28 januari 1971 Gaston Moulin, die uit KPB-PCB stapt en zijn zetel teruggeeft aan zijn partij. Moulin was voorzitter van de KPB-PCB-fractie van 22 oktober 1968 tot 26 januari 1971.                                                                  |
| Léon Defosset                  | FDF       | Brussel                   | Voorzitter van de FDF-fractie tot 15 mei 1968 en vanaf 15 mei 1968 voorzitter van de FDF-RW-fractie. |
| Lucien Outers                  | FDF       | Brussel                   | |
| Jean Boon                      | FDF       | Brussel                   | |
| Victor Laloux                  | FDF       | Brussel                   | |
| Pierre Havelange               | FDF       | Brussel                   | |
| Godelieve Devos                | CVP-PSC   | Leuven                    | |
| Jaak Henckens                  | CVP-PSC   | Leuven                    | |
| Paul Devlies                   | CVP-PSC   | Leuven                    | |
| Henri Boel                     | BSP-PSB   | Leuven                    | |
| Alfons Vranckx                 | BSP-PSB   | Leuven                    | |
| Georges Sprockeels             | PVV-PLP   | Leuven                    | |
| Robert Rolin Jaequemyns        | PVV-PLP   | Leuven                    | |
| Herman Verduyn                 | Volksunie | Leuven                    | |
| Jules Bary                     | BSP-PSB   | Nijvel                    | |
| Robert Fernand Hulet           | PVV-PLP   | Nijvel                    | |
| Jean-Claude Ciselet            | PVV-PLP   | Nijvel                    | |
| Jules Gendebien                | PVV-PLP   | Nijvel                    | Zetelt vanaf 14 januari 1971 als onafhankelijke. |
| Pierre Rouelle                 | RW        | Nijvel                    | |
| Gerard Eneman                  | CVP-PSC   | Brugge                    | Ondervoorzitter en voorzitter van de commissie Openbare Werken. |
| Fernand Vandamme               | CVP-PSC   | Brugge                    | |
| Achiel Van Acker               | BSP-PSB   | Brugge                    | Parlementsvoorzitter en voorzitter van de commissie Buitenlandse Zaken. |
| Albert Claes                   | PVV-PLP   | Brugge                    | |
| Pieter Leys                    | Volksunie | Brugge                    | |
| Leopold Verhenne               | CVP-PSC   | Kortrijk                  | |
| André Dequae                   | CVP-PSC   | Kortrijk                  | Ondervoorzitter en voorzitter van de commissie Financiën. |
| Marcel Coucke                  | CVP-PSC   | Kortrijk                  | |
| Jules Mathys                   | BSP-PSB   | Kortrijk                  | |
| Marcel Vandenhove              | BSP-PSB   | Kortrijk                  | |
| Luc Vansteenkiste              | Volksunie | Kortrijk                  | |
| Dries Claeys                   | CVP-PSC   | Veurne-Diksmuide-Oostende | |
| John Lauwereins                | BSP-PSB   | Veurne-Diksmuide-Oostende | |
| Hubert De Groote               | BSP-PSB   | Veurne-Diksmuide-Oostende | |
| Polydore-Gentiel Holvoet       | PVV-PLP   | Veurne-Diksmuide-Oostende | |
| Etienne Lootens-Stael          | Volksunie | Veurne-Diksmuide-Oostende | |
| Albert De Gryse                | CVP-PSC   | Roeselare-Tielt           | Voorzitter van de commissie Justitie. |
| Honoraat Callebert             | CVP-PSC   | Roeselare-Tielt           | |
| Robert Gheysen                 | CVP-PSC   | Roeselare-Tielt           | |
| Gustaaf Nyffels                | BSP-PSB   | Roeselare-Tielt           | |
| Mik Babylon                    | Volksunie | Roeselare-Tielt           | |
| Marcel Bode                    | CVP-PSC   | Ieper                     | |
| Arlette Duclos-Lahaye          | PVV-PLP   | Ieper                     | |
| Roger Otte                     | CVP-PSC   | Aalst                     | |
| Ghisleen Willems               | CVP-PSC   | Aalst                     | |
| Albert Van Hoorick             | BSP-PSB   | Aalst                     | |
| Willy Vernimmen                | BSP-PSB   | Aalst                     | Vervangt vanaf 7 januari 1969 de overleden Armand De Pelsmaeker. |
| Louis D'haeseleer              | PVV-PLP   | Aalst                     | Quaestor. |
| Richard Van Leemputten         | Volksunie | Aalst                     | |
| Jan Verroken                   | CVP-PSC   | Oudenaarde                | |
| Denis Baeskens                 | CVP-PSC   | Oudenaarde                | |
| Herman De Croo                 | PVV-PLP   | Oudenaarde                | |
| Placide De Paepe               | CVP-PSC   | Gent-Eeklo                | |
| Théo Lefèvre                   | CVP-PSC   | Gent-Eeklo                | |
| Adhémar d'Alcantara            | CVP-PSC   | Gent-Eeklo                | |
| Maurice Van Herreweghe         | CVP-PSC   | Gent-Eeklo                | |
| Maurice Dewulf                 | CVP-PSC   | Gent-Eeklo                | |
| Edward Anseele jr.             | BSP-PSB   | Gent-Eeklo                | |
| Amédée De Keuleneir            | BSP-PSB   | Gent-Eeklo                | |
| Livien Danschutter             | BSP-PSB   | Gent-Eeklo                | |
| Willy De Clercq                | PVV-PLP   | Gent-Eeklo                | |
| Jean Pede                      | PVV-PLP   | Gent-Eeklo                | |
| Leopold Niemegeers             | PVV-PLP   | Gent-Eeklo                | |
| Leo Wouters                    | Volksunie | Gent-Eeklo                | Secretaris vanaf 12 november 1968. |
| Johannes Wannyn                | Volksunie | Gent-Eeklo                | |
| Omer De Mey                    | CVP-PSC   | Sint-Niklaas              | |
| Emile Goeman                   | CVP-PSC   | Sint-Niklaas              | |
| Aimé Van Lent                  | BSP-PSB   | Sint-Niklaas              | |
| Maurits Coppieters             | Volksunie | Sint-Niklaas              | |
| Marcel Duerinck                | CVP-PSC   | Dendermonde               | |
| Gustave Boeykens               | BSP-PSB   | Dendermonde               | |
| Eugène Van Cauteren            | PVV-PLP   | Dendermonde               | |
| Virgile Decommer               | Volksunie | Dendermonde               | |
| Alfred Califice                | CVP-PSC   | Charleroi                 | |
| Ernest Glinne                  | BSP-PSB   | Charleroi                 | |
| Lucien Harmegnies              | BSP-PSB   | Charleroi                 | |
| Léopold Tibbaut                | BSP-PSB   | Charleroi                 | |
| André Baudson                  | BSP-PSB   | Charleroi                 | |
| Raoul Hicguet                  | BSP-PSB   | Charleroi                 | Quaestor. |
| Clotaire Cornet                | PVV-PLP   | Charleroi                 | Voorzitter van de commissie Volksgezondheid en Gezin. |
| Claude Hubaux                  | PVV-PLP   | Charleroi                 | |
| Georges Glineur                | KPB-PCB   | Charleroi                 | Voorzitter van de KPB-PCB-fractie vanaf 26 januari 1971. |
| Robert Moreau                  | RW        | Charleroi                 | |
| Etienne Knoops                 | RW        | Charleroi                 | |
| Fernand Ducobu                 | CVP-PSC   | Bergen                    | Vervangt vanaf 27 mei 1971 de overleden Yves Urbain. |
| Leo Collard                    | BSP-PSB   | Bergen                    | |
| Arthur Nazé                    | BSP-PSB   | Bergen                    | |
| Henri Deruelles                | BSP-PSB   | Bergen                    | |
| Léon Hannotte                  | PVV-PLP   | Bergen                    | Voorzitter van de PVV-PLP-fractie van 10 tot 23 juni 1970. |
| Marc Drumaux                   | KPB-PCB   | Bergen                    | Voorzitter van de KPB-PCB-fractie tot 8 september 1968. |
| René Pêtre                     | CVP-PSC   | Zinnik                    | |
| Léon Hurez                     | BSP-PSB   | Zinnik                    | |
| Claude Lerouge                 | PVV-PLP   | Zinnik                    | |
| Marcel Couteau                 | KPB-PCB   | Zinnik                    | |
| Gaston Juste                   | BSP-PSB   | Thuin                     | Secretaris. |
| Jules Herbage                  | PVV-PLP   | Thuin                     | |
| Simone Mabille-Leblanc         | PVV-PLP   | Thuin                     | |
| Pierre Wigny                   | CVP-PSC   | Doornik-Aat-Moeskroen     | Ondervoorzitter vanaf 26 juni 1968 en voorzitter van de commissie Cultuur. |
| Robert Devos                   | CVP-PSC   | Doornik-Aat-Moeskroen     | Quaestor. |
| Henri Castel                   | BSP-PSB   | Doornik-Aat-Moeskroen     | Voorzitter van de commissie Tewerkstelling en Arbeid. |
| Marcel Demets                  | BSP-PSB   | Doornik-Aat-Moeskroen     | |
| René Lefebvre                  | PVV-PLP   | Doornik-Aat-Moeskroen     | Voorzitter van de PVV-PLP-fractie vanaf 25 juni 1970. Lefebvre is tevens voorzitter van de commissie Landbouw. |
| Jean Picron                    | PVV-PLP   | Doornik-Aat-Moeskroen     | Secretaris. |
| Paul Vandamme                  | RW        | Doornik-Aat-Moeskroen     | Vervangt vanaf 12 januari 1971 de overleden Jean Leclercq. |
| Eugène Charpentier             | CVP-PSC   | Hoei-Borgworm             | Secretaris. |
| Edmond Leburton                | BSP-PSB   | Hoei-Borgworm             | |
| Fernand Hubin                  | BSP-PSB   | Hoei-Borgworm             | Vervangt vanaf 23 februari 1971 de overleden Freddy Terwagne. |
| Lucien Gustin                  | PVV-PLP   | Hoei-Borgworm             | |
| Pierre Harmel                  | CVP-PSC   | Luik                      | |
| André Magnée                   | CVP-PSC   | Luik                      | |
| Maurice Denis                  | BSP-PSB   | Luik                      | Vervangt vanaf 28 januari 1969 de overleden Joseph-Jean Merlot. Merlot was ondervoorzitter tot 17 juni 1968. |
| André Cools                    | BSP-PSB   | Luik                      | |
| Antoine Sainte                 | BSP-PSB   | Luik                      | |
| Edouard Close                  | BSP-PSB   | Luik                      | |
| Gilbert Mottard                | BSP-PSB   | Luik                      | |
| Emile-Edgard Jeunehomme        | PVV-PLP   | Luik                      | Ondervoorzitter en voorzitter van de commissie Middenstand. |
| Jules Borsu                    | PVV-PLP   | Luik                      | |
| Jean Defraigne                 | PVV-PLP   | Luik                      | |
| Gérard Delruelle               | PVV-PLP   | Luik                      | |
| François Perin                 | RW        | Luik                      | Voorzitter van de RW-fractie tot 15 mei 1968. |
| Pierre Bertrand                | RW        | Luik                      | |
| Marcel Levaux                  | KPB-PCB   | Luik                      | Vervangt vanaf 22 oktober 1968 de overleden Ernest Burnelle. |
| Albert Parisis                 | CVP-PSC   | Verviers                  | |
| Guillaume Schyns               | CVP-PSC   | Verviers                  | |
| Martin Boutet                  | BSP-PSB   | Verviers                  | |
| Germaine Copée-Gerbinet        | BSP-PSB   | Verviers                  | Vanaf 4 maart 1971 ondervoorzitter en voorzitter van de commissie Verkeerswezen, Posterijen, Telegrafie en Telefonie. |
| Bruno Philippart               | PVV-PLP   | Verviers                  | |
| Alfred Bertrand                | CVP-PSC   | Hasselt                   | |
| Luc Dhoore                     | CVP-PSC   | Hasselt                   | Vervangt vanaf 14 oktober 1969 Gerard Bijnens, die voltijds burgemeester van Genk wordt. |
| Paul Meyers                    | CVP-PSC   | Hasselt                   | Voorzitter van de CVP-PSC-fractie vanaf 25 juni 1968. |
| Willy Claes                    | BSP-PSB   | Hasselt                   | |
| Alfred Vreven                  | PVV-PLP   | Hasselt                   | Vervangt vanaf 20 januari 1970 de overleden Eugène De Gent. |
| Jozef Olaerts                  | Volksunie | Hasselt                   | |
| Lambert Kelchtermans           | CVP-PSC   | Tongeren-Maaseik          | |
| Leo Van Raemdonck              | CVP-PSC   | Tongeren-Maaseik          | Vervangt vanaf 26 februari 1969 de overleden Pieter Wirix. |
| Germaine Craeybeckx-Orij       | CVP-PSC   | Tongeren-Maaseik          | Voorzitter van de commissie Nationale Opvoeding. |
| Frans Wijnen                   | CVP-PSC   | Tongeren-Maaseik          | |
| Jean Férir                     | BSP-PSB   | Tongeren-Maaseik          | Vervangt vanaf 25 juni 1968 Walthère Thys, die om gezondheidsredenen ontslag neemt. |
| Fernand Colla                  | PVV-PLP   | Tongeren-Maaseik          | |
| Evrard Raskin                  | Volksunie | Tongeren-Maaseik          | |
| Charles-Ferdinand Nothomb      | CVP-PSC   | Aarlen-Marche-Bastenaken  | |
| Marcel Rasquin                 | BSP-PSB   | Aarlen-Marche-Bastenaken  | Vervangt vanaf 16 februari 1971 Roger Lamers, die om gezondheidsredenen ontslag neemt. Lamers was ondervoorzitter van 26 juni 1968 tot 8 februari 1971 en tot 8 februari 1971 tevens voorzitter van de commissie Verkeerswezen, Posterijen, Telegrafie en Telefonie. |
| Louis Olivier                  | PVV-PLP   | Aarlen-Marche-Bastenaken  | |
| Joseph Michel                  | CVP-PSC   | Neufchâteau-Virton        | |
| Charles Bossicart              | PVV-PLP   | Neufchâteau-Virton        | |
| Antoine Humblet                | CVP-PSC   | Dinant-Philippeville      | |
| Jean Coulonvaux                | PVV-PLP   | Dinant-Philippeville      | |
| Charles Cornet d'Elzius        | PVV-PLP   | Dinant-Philippeville      | |
| Léon Remacle                   | CVP-PSC   | Namen                     | |
| Louis Namèche                  | BSP-PSB   | Namen                     | |
| Emile Lacroix                  | BSP-PSB   | Namen                     | |
| Charles Poswick                | PVV-PLP   | Namen                     | |
| Fernand Massart                | RW        | Namen                     | |